# Anua cuprea
Anua cuprea là một loài bướm đêm trong họ Erebidae.